# Sunshine Superman (singolo)
Sunshine Superman è un brano musicale scritto dal cantautore scozzese Donovan. Si trattò dell'unico singolo da primo posto in classifica per Donovan negli Stati Uniti. Fu la prima collaborazione tra il produttore discografico Mickie Most e Donovan e viene generalmente considerata uno dei primi esempi di psichedelia. La traccia contiene elementi di folk psichedelico, pop psichedelico e folk rock.

## Descrizione
Fu pubblicato su singolo negli Stati Uniti nel luglio 1966 dalla Epic Records (Epic 5-10045), ma a causa di disguidi contrattuali in Gran Bretagna l'uscita venne posticipata al dicembre 1966, dove venne pubblicato dalla Pye Records (Pye 7N 17241). La B-side del 45 giri era The Trip in entrambe le nazioni. La canzone è stata descritta: "[uno dei] classici della controcultura degli anni sessanta", e "il brano per antonomasia da cantare in gruppo in spiaggia d'estate". Jimmy Page e John Paul Jones, futuri membri dei Led Zeppelin, suonarono come turnisti nell'incisione.
Nella raccolta Donovan's Greatest Hits del 1969 venne inclusa la versione "senza tagli" di Sunshine Superman (più lunga di 1 minuto e 15 secondi rispetto alla versione pubblicata nell'LP originale del 1966).

## Accoglienza
Sunshine Superman raggiunse la vetta della classifica Billboard Hot 100 statunitense, e successivamente divenne la title track dell'omonimo terzo album di Donovan, Sunshine Superman. Nel Regno Unito il 45 giri si piazzò in seconda posizione. 

## Formazione
- Donovan - voce, chitarra acustica, tambura
- Jimmy Page & Eric Ford - chitarre elettriche
- John Cameron - clavicembalo ed arrangiamento
- Spike Heatley - contrabbasso
- Bobby Orr - batteria
- Tony Carr - percussioni
- John Paul Jones - basso

## Classifiche
| Classifica (1966-67)         | Posizione |
| ---------------------------- | --------- |
| Australia (Go-Set Top 40)    | 2         |
| Belgio (Fiandre)             | 11        |
| Canadian RPM Top Singles     | 2         |
| Francia (SNEP)               | 9         |
| Germania ovest               | 7         |
| Irish Singles Chart          | 4         |
| Italia (FIMI)                | 54        |
| Paesi Bassi                  | 2         |
| Nuova Zelanda (Listener)     | 3         |
| UK (Official Charts Company) | 2         |
| U.S. Billboard Hot 100       | 1         |

## Cover
- Nel 1967 Jenny Rock incise una versione in francese di Sunshine Superman con il titolo C'est un secret, e la pubblicò come singolo.
- Nel 1981 la rock band australiana The Sports pubblicò una reinterpretazione di Sunshine Superman come singolo principale estratto dal loro EP The Sports Play Dylan (and Donovan). Il singolo raggiunse la posizione numero 22 della classifica Kent Music Report in Australia.[17]
- Gli Hüsker Dü registrarono una reinterpretazione del brano in versione velocizzata per il loro album Everything Falls Apart del 1983.
- Nel 1996 la cantante folk Jewel, registrò la sua versione del pezzo per la colonna sonora del film Ho sparato a Andy Warhol.
- Nel 2012 Ritchie ne ha inciso una cover, presente nell'album 60.
- La band di Seattle Telekinesis suonò una versione della canzone nel luglio 2013 per The A.V. Club.[18]